# Gabriela Mistral
Gabriela Mistral (Vicuña, 7. travnja 1889. – Hempstead, New York, 10. siječnja 1957.) bio je pseudonim koji je koristila Lucila de María del Perpetuo Socorro Godoy Alcayaga, čileanska pjesnikinja, prosvjetitelj, diplomat i feministica. Prva je Latinoamerikanka koja je dobila Nobelovu nagradu 1945. Neke od osnovnih tema njene poezije su priroda, izdajstvo, ljubav, majčinska ljubav, tuga, putovanja, i proces obrazovanja latinoameričkog identiteta kao mješavine indijanskih i europskih utjecaja.

## Životopis
Lucila de María del Perpetuo Socorro Godoy Alcayaga rođena je 7. travnja 1889. u Vicuñi u Čileu, gdje je završila osnovnu i srednju školu. Otac, Juan Gerónimo Godoy Villanueva, napušta obitelj kada joj je bilo tri godine. Već u četrnaestoj počinje uzdržavati i sebe i majku radeći kao učiteljeva pomoćnica. Njena majka, Petronila Alcayaga, umire 1929.
Godine 1904. objavljuje prve pjesme u lokalnim novinama koristeći razne pseudonime.
Godine 1906. dok je radila kao učiteljica, upoznaje Romea Uretu, radnika na željeznici. On se ubija 1909. Iako su elementi smrti već prožimali njena djela, ovo samoubojstvo još jače utječe na njen budući rad. Strastvene veze koje je vodila s nekolicinom muškaraca i žena ostavile su dubok trag u njenom stvaralaštvu.
Prvo službeno priznanje dobila je 1914. god. kada joj je uručena prva nagrada nacionalnog književnog natjecanja u Santiagu, za djelo "Soneti o Smrti".
Godine 1922. Ministar obrazovanja Meksika je poziva u zemlju u okviru reforme škola i biblioteka, sa zadatkom da započne stvaranje nacionalnog sistema obrazovanja.
Međunarodna slava koju stiče omogućava joj brojna putovanja po Europi i Americi. Tijekom 1925. obilazi Brazil, Urugvaj i AArgentinu. Između 1925. i 1934. živjela je u Francuskoj i Italiji. Tih godina je radila pri Ligi Naroda i predavala na nekoliko Sveučilišta u svijetu.
Od 1932. do svoje smrti, kao što je čest slučaj s čileanskim umjetnicima i intelektualcima, služila je i kao Konzul u Napulju, Madridu, Petropolisu, Nici, Lisabonu, Los Angelesu, Santa Barbari, Veracruzu, Meksiku i New Yorku. Na mjestu Konzula u Madridu često je imala profesionalnih kontakata s jednim drugim čileanskim nobelovcem i Konzulom u Madridu, Pablom Nerudom.
Godine 1943. izvršava samoubojstvo njen sedamnaestogodišnji nećak, Juan Miguel. Žalost za njegovom smrću i hladnoratovske tenzije u Europi obilježit će njeno stvaralaštvo do same smrti.
Bila je prva Latinoamerikanka kojoj je dodijeljena Nobelova nagrada i to 1945. za književnost. O njenom je radu 1977. godine napisao studiju La desterrada en su patria: Gabriela Mistral en Magallanes: 1918-1920  čileanski književni kritičar hrvatskog podrijetla Roque Esteban Scarpa.
Pred smrt se nastanila u New Yorku, gdje je i umrla od raka 10. siječnja 1957.
Čileanska vlada osnovala je 1977. odlikovanje koje nosi ime njoj u čast, Orden al Merito Gabriela Mistral (Odličje Gabriela Mistral).

## Djela
- Soneti o smrti (1914.)
- Desolación (1922.)
- Lecturas para Mujeres (1923.)
- Ternura (1924.)
- Nubes Blancas y Breve Descripción de Chile (1934.)
- Tala (1938.)
- Antología (1941.)
- Lagar (1954.)
- Recados Contando a Chile (1957.)
- Pjesme o Čileu (1967., izdano posmrtno)
- Njegovo ime je danas

## Vanjske poveznice
- Life and Poetry of Gabriela Mistral
- her lyric poetry which, inspired by powerful emotions, has made her name a symbol of the idealistic aspirations of the entire Latin American world.
- Nobel biography